# Castro Laboreiro (filme)
Castro Laboreiro (1979), documentário de longa-metragem de Ricardo Costa é o primeiro filme da tetralogia Homem Montanhês, série toda ela concebida em narrativa não linear (i.e. não sujeita a uma ordem cronológica). O segundo, Pitões, Aldeia do Barroso, é filmado na aldeia de Pitões das Júnias. O terceiro, Longe é a Cidade, é um retrato do quotidiano das gentes da Moimenta, aldeia fronteiriça com a Galiza, próxima de Vinhais e a cerca de cinquenta quilómetros de Bragança. O quarto, Ao Fundo desta Estrada, centra-se em Videmonte na Beira Baixa, a pouco mais de trinta quilómetros da cidade da Guarda.
Inteiramente rodado na vila de Castro Laboreiro, no Alto Minho, o filme Castro Laboreiro tem íntima relação temática e de proximidade geográfica com Pitões, Aldeia do Barroso, obra do mesmo ano. Pitões das Júnias é uma aldeia remota da Serra do Barroso, situada no ponto mais extremo a oeste do Alto Trás-os-Montes, terra em que se praticavam ainda nesse tempo hábitos comunitários milenares, geridos por um concelho da aldeia, em economia de subsistência ao serviço dos vizinhos. Esses hábitos extinguiram-se mais cedo em Castro Laboreiro, onde no entanto se mantinha um espírito de solidariedade social.

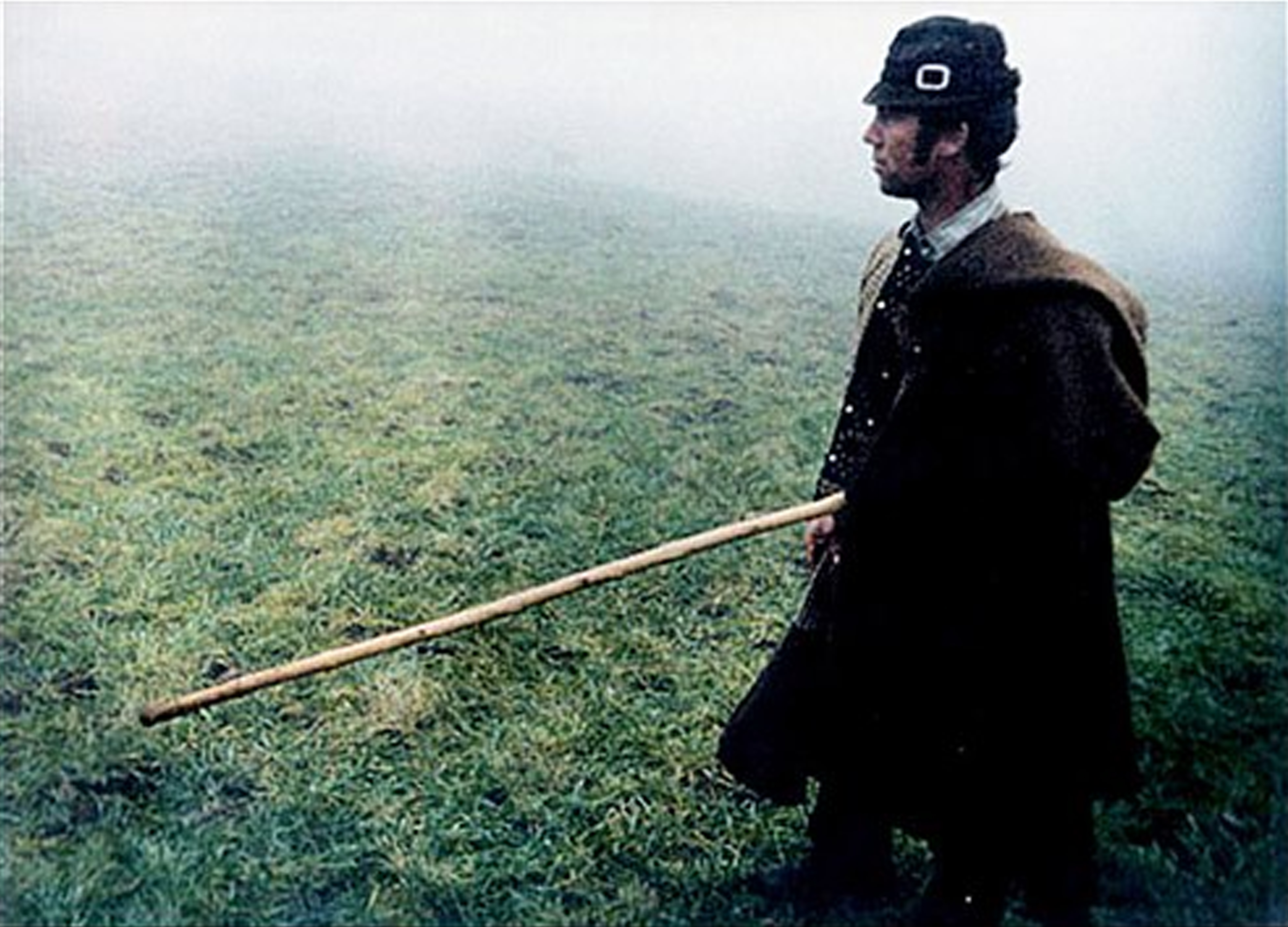
Pastor de Castro Laboreiro

Em quase todo o filme predomina uma paisagem de neve, que tudo cobre, os telhados, os caminhos, a giesta, as árvores, mesmo os mantos negros que cobrem da cabeça aos pés o corpo das mulheres, tecidos em lã nos teares caseiros da maior parte das famílias.  (contém um EXTRATO DO FILME) – referência em  Melgaço, entre o Minho e a Serra 

## História
É gélido e branco o inverno de Castro Laboreiro. Interrompidos os trabalhos agrícolas, sai-se apenas para recolher lenha para o forno do pão ou para a lareira. 
Quando a neve cai, as mulheres do lugar passam a maior parte do seu tempo a fiar ou tecer lã nas "inverneiras", nas casas situadas na parte baixa da aldeia, habitadas de Outubro a Dezembro, quando o frio aperta. Estas casas têm um andar térreo (“lojas”) onde se recolhe o gado, cujo calor corporal aquece o andar habitado. Para quebrar a rotina do trabalho, juntam-se duas ou três mulheres, contando histórias ou cantarolando, de preferência com uma pitada de malícia. 
Nessa época, os encontros sociais têm lugar na mercearia, na taverna ou na igreja, pequena construção secular com uma austera fachada de granito, resultante de um melhoramento do séc. XVII. É restaurada em 2015 graças a um apoio comunitário. 
Terra de paisagens agrestes da Serra da Peneda, Castro Laboreiro é a maior freguesia de Melgaço. “É território abraçado pela vizinha Espanha, e percorrê-lo é tropeçar em histórias que atravessam a fronteira”. Estas paragens remotas e amplas teriam condições ideais para se tornarem rotas de contrabando e fuga. Um momento surgiu em que a venda de gado para Espanha se tornaria um negócio tolerado e frutuoso.  Outro importante meio de sobrevivência, a partir do início da década de 1940, durante a Segunda Guerra Mundial, foi a descoberta de urânio na freguesia, a sua conturbada exploração por vários concorrentes e o seu contrabando para terras vizinhas. 
Já avançado na idade, diz-nos o seguinte um personagem do filme: «Chegámos ao extremo, ali por 1939, que havia famílias que ninguém lhes emprestasse 20 escudos. E depois veio o volfrâmio. O volfrâmio foi matando a fome à gente […]. Aqueles que antes não tinham 20 escudos agora tinham se calhar uns 500». O seu pai, diz ele, costumava migrar para a Beira-Baixa quando lá havia trabalho, tal como muitos outros homens de Castro Laboreiro. E só no regresso pagavam as dívidas. A migração é inata às gentes da terra, onde tais práticas estão enraizadas.
A intemporalidade das práticas migratórias é explicada por outro personagem, o Padre Aníbal Rodrigues, arqueólogo nas horas vagas, numa visita a um dólmen, que assinala a presença neolítica no planalto de Castro Laboreiro. O monumento está soterrado, com exceção de uma laje no topo. . Desenvolto na sua retórica, garante-nos o padre Aníbal que há várias espécies de dólmens, com desde três até nove esteios: «Conhecidos por nós, há apenas sete e oito. Este é de sete , que correspondem normalmente a sete dias da semana, sete dias da criação, sete sacramentos, sete lâmpadas maravilhosas e sete torres de Jerusalém». Leva-nos assim o padre Aníbal a descobrir alegremente que o nascimento do cristianismo remonta à idade da pedra polida.
Há quem o veja como um santo, alguém que calcorreava caminhos ingratos para visitar enfermos ou para prestar assistência religiosa aos necessitados. «No dia do mercado, víamo-lo, na vila, sempre atarefado, com a pasta pesada na mão, talvez com documentos para auxiliar algum seu paroquiano com problemas, financeiros, do tribunal, do fisco, camarários ou outros. Era incansável, recebia a todos com um sorriso, sem distinções, com simplicidade». 
Vemo-lo na missa, cerimónia longa e complexa, sessão religiosa liderada com fervor, logo seguida de um rosário de conselhos e de lembretes úteis para o dia a dia. A igreja está sempre cheia. Não há na terra outro lugar que prenda tanto as pessoas. Prende-as o padre Aníbal com as suas leituras da bíblia, como a história de Moisés, escolhido por Deus para liderar a saída dos hebreus do Egito, onde eram escravos, rumo à terra prometida de Canaã. 
Fora da igreja apenas se ouve uma voz sonante como a do padre, a voz rouca de um barbudo que nos interpela na rua, um homem possante que traz às costas um descomunal barrote de madeira e que teima em nos alertar, num monólogo delirante, para graves contratempos, tanto em Castro Laboreiro como em Ourense. Ouve-se por fim a voz serena de um homem de meia-idade dizer, em conversa com um jovem, que por má gestão se perdera a oportunidade de a vila se manter economicamente independente, acabando por se submeter ao negócio da caça. Que significa afinal esta bizarra convergência de profecias?

## Ficha sumária
- Argumento e realização – Ricardo Costa
- Produção – Diafilme, audiovisuais
- Co-produção com a Radiotelevisão Portuguesa - RTP
- 1ª longa-metragem da série Homem Montanhês
- Ano de produção: 1979

## Ficha técnica
- Director de Produção: Óscar Cruz
- Câmara e direcção de fotografia – Vítor Estêvão
- Assistente de Imagem: Adão Gigante
- Som: Paulo Morais, Vítor Duarte
- Misturas: Alberto Couto (misturas).
- Montagem: Ricardo Costa com Luís Gaspar
- Formato: negativo cor 16 mm
- Género: documentário etnográfico
- Laboratório de imagem: Tobis Portuguesa
- Laboratório de som: RTP
- Exteriores: Castro Laboreiro
- Distribuição: Diafilme
- Duração: 81 minutos

## Festivais
- 1980 - 10º Festival Internacional de Cinema de Santarém
- 2017 - Festival Internacional de Documentário de Melgaço[8]